# Schütte-Lanz R.I
Der Schütte-Lanz R.I war das Projekt eines überschweren Langstreckenbombers für die deutschen Fliegertruppe im Ersten Weltkrieg.
Die mehrmotorigen R-Flugzeuge dienten als Langstreckenbomber mit großer Reichweite und schwerer Bombenlast für den strategischen Bombenkrieg. Da aufgrund schwerer Verluste die deutschen Luftschiffangriffe reduziert und schließlich eingestellt worden waren, sollten Riesenflugzeuge in noch größerer Dimension als bisher in den Einsatz kommen und diese Lücke füllen.

## Entwicklung
Die Firma Schütte-Lanz war bis 1918 primär mit der Herstellung von Militärluftschiffen befasst, stellte jedoch in ihrem Zweigwerk in Zeesen auch eigene Flugzeuge her. 1918 begann der Hersteller auch den Bau eines Riesenflugzeugs. Das Flugzeug sollte von sechs Basse & Selve-Motoren mit je 300 PS angetrieben werden.

## Einsatz
Das Flugzeug war bei Kriegsende noch nicht fertiggestellt; es kam zu keinem Einsatz mehr.

## Technische Daten
| Kenngröße             | Daten R                                                                         |
| --------------------- | ------------------------------------------------------------------------------- |
| Baujahr               | 1918                                                                            |
| Einsatzzweck          | Bomber                                                                          |
| Besatzung             |                                                                                 |
| Länge                 | 22,90 m                                                                         |
| Spannweite            | 44,00 m                                                                         |
| Höhe                  |                                                                                 |
| Flügelfläche          |                                                                                 |
| Leermasse             | 10.860 kg                                                                       |
| Startmasse            | 16.600 kg                                                                       |
| Antrieb               | sechs wassergekühlte Reihenmotoren Basse & Selve BuS IVa mit je 300 PS (221 kW) |
| Höchstgeschwindigkeit | 150 km/h                                                                        |